# Squash (Film)
Squash ist ein französischer Kurzfilm von Lionel Bailliu aus dem Jahr 2002.

## Handlung
Alexandre wird von seinem Vorgesetzten Charles zu einem Squash-Spiel eingeladen. Alexandre verspätet sich, weil Nicole in der Buchhaltung einen Fehler gemacht hatte und er ihr geholfen hat. Charles fragt Alexandre, ob er je mit Nicole geschlafen habe. Als er verneint, suggeriert Charles, dass er anderes vom Seminar in Chamonix wisse, gibt dann jedoch zu, nur einen Witz gemacht zu haben. Von Beginn des Spiels an setzt Charles Alexandre psychisch unter Druck, schlussfolgert von Alexandres Spielweise auf seine schlechte Arbeitseinstellung und sein fehlendes Selbstbewusstsein. Als Alexandre das Spiel beim Stand 4:0 drehen kann und es schließlich unentschieden steht, weist Charles darauf hin, dass er ihn ein Paar Runden habe gewinnen lassen.
Im Spiel trifft Charles Alexandre mit dem Ball im Gesicht. Kurz vor dem Matchball und mit hoher Führung legt Charles fest, dass er Alexandre und Nicole entlassen werde, da Alexandre ein Verlierer sei und Nicoles Fehler gezeigt habe, dass er seine Verlierereigenschaften an andere Kollegen weitergebe. Kurz darauf relativiert er seine Aussage: Sollte Alexandre das Spiel verlieren, verliert er auch seine Arbeit. Gewinnt er, darf er in der Firma bleiben. Obwohl Charles unfair spielt, schafft Alexandre den Gleichstand zum 8:8. Er ist inzwischen verletzt, da Charles ihn so gefoult hat, dass eine Knieverletzung wieder aufbricht. Zudem hat er eine blutige Schmarre im Gesicht. Kurz vor dem entscheidenden Matchball verwendet Alexandre eine charakteristische Redewendung, die Charles’ Frau nutzt, während sie mit ihrem Mann schläft. Alexandre gibt zu, dass er seit geraumer Zeit mit Charles’ Frau fremdgeht. Dies bringt Charles so aus dem Konzept, dass er das Spiel schließlich verliert. Er will Alexandre sofort entlassen, doch meint dieser, geblufft zu haben. Die Wände beim Seminar in Chamonix seien sehr dünn gewesen, so dass er Charles und seine Frau gehört habe. Zudem erpresst er Charles nun mit einer angeblichen Aufnahme eben jenes Beischlafs. Charles, der sich unsicher ist, ob Alexandre tatsächlich brisante Aufnahmen besitzt, meint, dass beide in Zukunft ein sehr gutes Arbeitsteam sein würden. Sie verlassen das Squash-Feld.

## Produktion
Squash war nach Microsnake der zweite Kurzfilm, den Lionel Bailliu als Regisseur umsetzte. Er schrieb dabei auch das Drehbuch; die Dreharbeiten fanden 2001 statt. Im Jahr 2006 verfilmte er die Geschichte unter dem Titel Fair Play als Langfilm.
Squash wurde 2002 auf dem Festival du Court-Métrage de Clermont-Ferrand uraufgeführt und lief im selben Jahr auch auf dem Palm Springs International ShortFest und dem Short Cuts Cologne – International Short Film Festival in Köln.

## Auszeichnungen (Auswahl)
Squash gewann auf dem Festival du Court-Métrage de Clermont-Ferrand 2002 den Schauspielpreis und den Publikumspreis. Im Jahr 2003 wurde der Film für einen César in der Kategorie Bester Kurzfilm nominiert. Der Film gewann 2003 auf dem Aspen Shortsfest den Jurypreis für das Beste Drehbuch und wurde 2004 für einen Oscar in der Kategorie Bester Kurzfilm nominiert.